# 童子賢
童子賢（1960年6月25日—），台灣企業家，華碩集團共同創辦人，現任和碩聯合科技董事長。亦擔任民進黨智庫新境界文教基金會副董事長、長風文教基金會副董事長、總統府國家氣候變遷對策委員會副召集人。曾任台灣公共廣播電視集團董事，其支持台灣文化創意產業，投資一把青、植劇場系列等作品，並捐獻國立東華大學人文社會科學學院成立楊牧文學獎。

## 早年
童子賢出生於台灣花蓮縣瑞穗鄉。

## 職業生涯

### 華碩
童子賢畢業於台北工專後，在宏碁電腦擔任工程師，因開發中文電腦獲專利而升為主任。1989年，童子賢、謝偉琦、廖敏雄及徐世昌向宏碁董事長施振榮辭職，開始創業，設計個人電腦主機板，即為華碩電腦，成為首任董事長兼總經理，1990年推出EISA 486主機板。1992年11月，童子賢邀請前宏碁電腦副總經理施崇棠到華碩擔任總經理及董事長。
華碩電腦創業初期堅持「不求大，先求好」原則。曾有大客戶要求華碩短期交貨供應俄羅斯千片主機板，但廖敏雄極力反對並堅持須先經500片測試片保證品質後才能交貨，儘管客戶聲明不必測試，華碩團隊仍集體決定拒接這筆大單，甚至推薦競爭對手接單。華碩486主機板剛開發出之時，與英特爾結為夥伴之後，不僅可優先取得新中央處理器規格，還可優先拿到雛型版本進行研發，率先掌握市場先機，可領先同業推出新一代主機板。
2001年，童子賢引導華碩電腦切入筆記型電腦產業。
2007年，時任華碩電腦副董事長的童子賢以花蓮人身份與多位藝文人士如黃春明等人反對蘇花高，但其因長年久居台北而未回居花蓮，導致此立場備受批評。

### 和碩
童子賢29歲創辦華碩，40歲催生華碩工業設計部門，2007年6月27日48歲成立華碩代工和碩聯合子公司。華碩與和碩分割成兩個獨立公司，並在2010年6月24日台灣證劵市場上市公司掛牌交易，童子賢任董事長，離開華碩經營團隊。
2011年和碩分家後上半年連續兩季出現虧損，當年年底宣佈完成轉型，營收比2010年增加13%。2012年期望挑戰四成以上營收成長。
童子賢於和碩提出價值溪流與類似3M的概念，主導以多元化的設計服務與代工生產的方式，跨足不同領域增加集團的競爭力。陸續與誠品合作推出一系列PEGACASA電子精品、智慧家居與手機周邊3C商品及晶碩子公司的隱形眼鏡、家電品牌廠的豆漿機等，不以終端品牌自居，而是以Designed by pegatron的概念與全球接軌。
2015年華碩尾牙，童子賢應邀坐主桌華碩董事長施崇棠的旁邊，但有媒體報導指稱雙方之關係已降至冰點。
童子賢於2008年帶領專業經理人與幹部至和碩後，開始大刀闊斧改革OEM和ODM整體代工體系的體質與創新整合服務。童子賢認為，代工的含意應該擴大引申為設計服務，所以如何將優質的設計與成本做最佳的整合是新時代的設計理念，也是完全設計時代的來臨。

## 文藝贊助

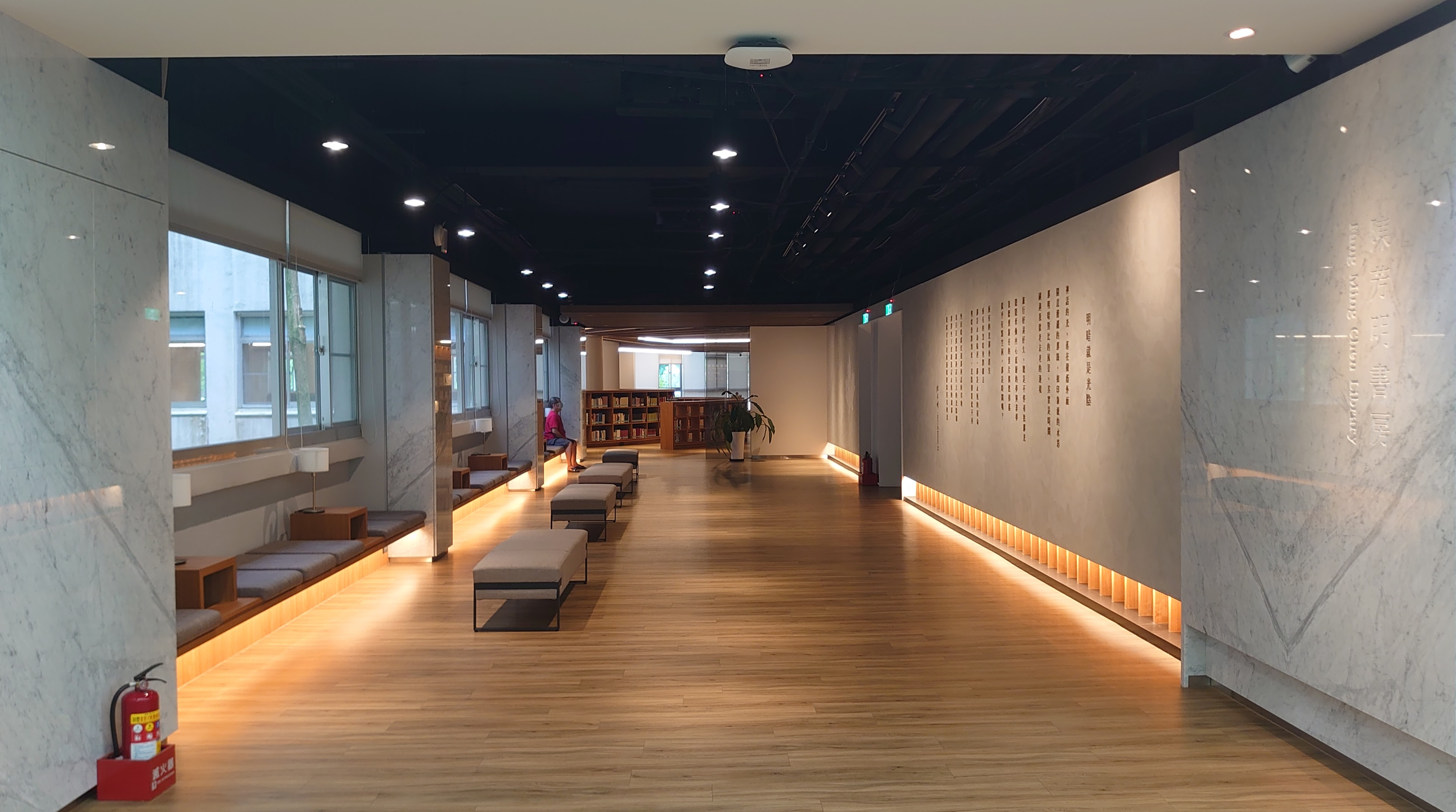
由童子賢捐贈成立的陳芳明書房，位於國立政治大學圖書館一樓

誠品書店創辦人吳清友曾公開推崇童子賢為他的貴人，誠品書店1989年創立後虧損十多年，一直到2004年、2005年才開始有小額盈餘。吳清友說：「童子賢先生跟我說，店儘量開，賠錢不要緊。」
童子賢對文學推廣的熱情除了長年贊助藝文團體外，也積極推動文學影音記錄志業。在幾經討論與企劃下，為了保存與發揚台灣文學作品，童子賢於2011年創立目宿媒體，由台灣六位知名導演以《他們在島嶼寫作》為題，拍攝一系列文壇大師的紀錄式文學電影，包含周夢蝶、余光中、楊牧、鄭愁予、林海音、王文興等系列紀錄片。
童子賢亦關注在台灣的東南亞移民工，長期贊助移民工文學獎。他表示，藝術並非只存在殿堂、也並非只供中產階級寄託哀傷，台灣社會要進步，就要正視移民工的貢獻。
2016年，童子賢及和碩聯合設計團隊，於國立東華大學圖書館一樓打造「楊牧書房」，並成立「楊牧文學講座基金」，書房藏放國際著名比較文學家楊牧的史料與手稿。
2020年，童子賢捐贈國立政治大學圖書館於總館一樓打造陳芳明書房，收藏與展示政大台文所退休教授陳芳明後贈與政大的藏書、手稿。並以圓形講台與階梯式座席，打造開放式講談與閱讀空間。

## 公廣集團董事
2014年4月2日，針對公視臨時撤換《誰來晚餐》太陽花學運領袖林飛帆專訪、改播高凌風紀念專輯，童子賢直言「我很生氣」，並批評這是懶惰跟愚蠢的思維造成的！他表示他後知後覺，看到《台灣蘋果日報》報導才知道，已發函公視董事跟主管，要求作此決定的人該負責。

## 獲獎及荣誉
- 三等景星勋章（2016年5月16日批准[18]）
- 中華民國電腦學會 2017年度傑出成就獎／電腦學會會士
- 國立東華大學頒授榮譽工學博士學位（2015年11月17日）